# 双葉郡

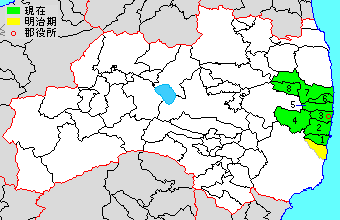
福島県双葉郡の範囲（1.広野町 2.楢葉町 3.富岡町 4.川内村 5.大熊町 6.双葉町 7.浪江町 8.葛尾村）

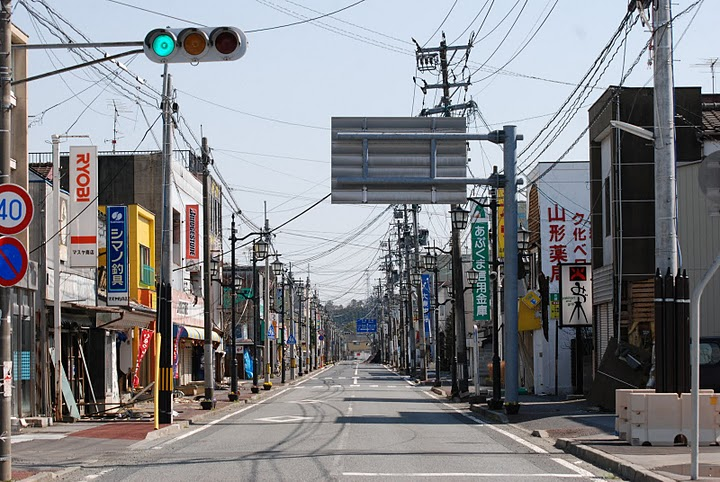
福島第一原子力発電所事故によって人の姿が消えた浪江の中心部。（2011年4月12日撮影）

双葉郡（ふたばぐん）は、福島県浜通りの郡である。
人口10,476人、面積865.73km²、人口密度12.1人/km²。（2025年4月1日、推計人口）
以下の6町2村を含む。
- 広野町（ひろのまち）
- 楢葉町（ならはまち）
- 富岡町（とみおかまち）
- 川内村（かわうちむら）
- 大熊町（おおくままち）
- 双葉町（ふたばまち）
- 浪江町（なみえまち）
- 葛尾村（かつらおむら）

## 郡域
1896年（明治29年）に行政区画として発足した当時の郡域は、上記の6町2村にいわき市の一部（久之浜町・大久町の各町）を加えた地域にあたる。

## 歴史
戦国時代に岩城氏・江戸時代に磐城平藩の領地だった楢葉郡（夜ノ森以南）と、戦国時代から江戸時代まで相馬氏（江戸時代は中村藩）の領地だった標葉郡（夜ノ森以北）が、1896年に合併されて成立した。
旧標葉郡は、平安時代末期から室町時代後期までは標葉氏の領地だった地域で、室町時代後期（戦国時代）から江戸時代までの相馬氏統治下では中村藩による政策で陶磁器産業が奨励され、越中国（現富山県）からの開拓者が入植した地域である。そして、20世紀前半には森林鉄道が操業していた地域である。
一方の旧楢葉郡は、7世紀前半の国造時代には石城国造や多珂国の領土、戦国時代の岩城氏統治下では岩城四十八館や岩城氏家臣の居城（高倉城など）が点在し、江戸時代には譜代大名である内藤氏や安藤氏が治める磐城平藩だった地域である。そして、20世紀前半には常磐炭田が広がっていた地域である。
このように、一口に「浜通り」「相双」とは括れない地理的・歴史的背景があり、現在でも夜ノ森または大熊（福島第一原子力発電所）を境にして生活圏が異なっており、旧楢葉郡は平や水戸との、旧標葉郡は中村や仙台との交流が親密である。
双葉郡は、20世紀を通じて東京にエネルギーを送る「エネルギー源地帯」になってきたが、20世紀後半の高度経済成長期以後の特徴は「電源地帯」であり、長塚 (双葉町)以南は首都圏に電力を送っていた。また、双葉郡の全域とも平成大合併に対しては、矢祭町や下伊那郡と同様に否定的であった。そして、平成大合併前から発電所財源を逆手に取った地域振興策（例：Jヴィレッジ。広野と楢葉に跨がって位置する）を出したり、平成大合併後も発電所とは無関係な名産や話題（例：DASH村。浪江の山間部）で活性化を図るなど、独立性の高い地域振興策が実施されていた。
しかし、2011年3月11日の東日本大震災では、各地で10メートルを越える高い津波を被った。特に、東日本大震災に誘発された福島第一原子力発電所事故に伴い、大半の地域が帰還困難区域・居住制限区域・避難指示解除準備区域に指定されている。

### 沿革

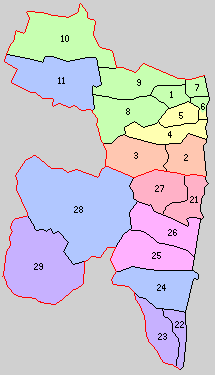
1.浪江村 2.熊町村 3.大野村 4.新山村 5.長塚村 6.請戸村 7.幾世橋村 8.大堀村 9.苅野村 10.津島村 11.葛尾村 21.富岡村 22.久之浜村 23.大久村 24.広野村 25.木戸村 26.龍田村 27.上岡村 28.川内村 29.川前村（紫：いわき市 桃：楢葉町 赤：富岡町 橙：大熊町 黄：双葉町 緑：浪江町 青：合併なし）

- 1896年（明治29年）4月1日 - 標葉郡および楢葉郡の一部（川前村を除く）の区域をもって双葉郡が発足。（19村）
  - 旧・標葉郡 - 浪江村・熊町村・大野村・新山村・長塚村・請戸村・幾世橋村・大堀村・苅野村・津島村・葛尾村
  - 旧・楢葉郡 - 富岡村・久之浜村・大久村・広野村・木戸村・竜田村・上岡村・川内村
- 1897年（明治30年）10月1日 - 郡制を施行。
- 1900年（明治33年）3月8日 - （2町17村）
  - 浪江村が町制施行して浪江町となる。
  - 富岡村が町制施行して富岡町となる。
- 1901年（明治34年）6月13日 - 久之浜村が町制施行して久之浜町となる。（3町16村）
- 1913年（大正2年）1月25日 - 新山村が町制施行して新山町となる。（4町15村）
- 1923年（大正12年）4月1日 - 郡会が廃止。郡役所は存続。
- 1926年（大正15年）7月1日 - 郡役所が廃止。以降は地域区分名称となる。
- 1940年（昭和15年）4月1日 - 広野村が町制施行して広野町となる。（5町14村）
- 1950年（昭和25年）6月1日 - 上岡村が町制施行・改称して双葉町（第1次）となる。（6町13村）
- 1951年（昭和26年）4月1日 - 新山町・長塚村が合併して標葉町が発足。（6町12村）
- 1953年（昭和28年）10月10日 - 請戸村・幾世橋村が浪江町と合併して新制の浪江町が発足。（6町10村）
- 1954年（昭和29年）11月1日 - 大野村・熊町村が合併して大熊町が発足。（7町8村）
- 1955年（昭和30年）3月31日 - 富岡町・双葉町（第1次）が合併し、改めて富岡町が発足。（6町8村）
- 1956年（昭和31年）
  - 4月1日 - 標葉町が双葉町（第2次）に改称。
  - 5月1日 - 大堀村・苅野村・津島村が浪江町と合併し、改めて浪江町が発足。（6町5村）
  - 9月1日 - 木戸村・竜田村が合併して楢葉町が発足。（7町3村）
- 1966年（昭和41年）10月1日 - 久之浜町・大久村が磐城市・内郷市・常磐市・平市・勿来市および石城郡小川町・遠野町・四倉町・川前村・田人村・三和村・好間村と合併していわき市が発足し、郡より離脱。（6町2村）

### 変遷表
| 旧郡   | 明治29年4月1日 | 明治29年 - 大正15年               | 昭和1年 - 昭和25年             | 昭和26年 - 昭和63年      | 昭和26年 - 昭和63年      | 平成1年 - 現在 | 現在     |
| ------ | -------------- | --------------------------------- | ------------------------------ | ------------------------ | ------------------------ | -------------- | -------- |
| 標葉郡 | 浪江村         | 明治33年3月8日 町制施行 浪江町    | 浪江町                         | 昭和28年10月10日 浪江町  | 昭和31年5月1日 浪江町    | 浪江町         | 浪江町   |
| 標葉郡 | 請戸村         | 請戸村                            | 請戸村                         | 昭和28年10月10日 浪江町  | 昭和31年5月1日 浪江町    | 浪江町         | 浪江町   |
| 標葉郡 | 幾世橋村       | 幾世橋村                          | 幾世橋村                       | 昭和28年10月10日 浪江町  | 昭和31年5月1日 浪江町    | 浪江町         | 浪江町   |
| 標葉郡 | 大堀村         | 大堀村                            | 大堀村                         | 大堀村                   | 昭和31年5月1日 浪江町    | 浪江町         | 浪江町   |
| 標葉郡 | 苅野村         | 苅野村                            | 苅野村                         | 苅野村                   | 昭和31年5月1日 浪江町    | 浪江町         | 浪江町   |
| 標葉郡 | 津島村         | 津島村                            | 津島村                         | 津島村                   | 昭和31年5月1日 浪江町    | 浪江町         | 浪江町   |
| 標葉郡 | 新山村         | 大正2年2月1日 町制施行 新山町     | 新山町                         | 昭和26年4月1日 標葉町    | 昭和31年4月1日 双葉町    | 双葉町         | 双葉町   |
| 標葉郡 | 長塚村         | 長塚村                            | 長塚村                         | 昭和26年4月1日 標葉町    | 昭和31年4月1日 双葉町    | 双葉町         | 双葉町   |
| 標葉郡 | 大野村         | 大野村                            | 大野村                         | 昭和29年11月1日 大熊町   | 昭和29年11月1日 大熊町   | 大熊町         | 大熊町   |
| 標葉郡 | 熊町村         | 熊町村                            | 熊町村                         | 昭和29年11月1日 大熊町   | 昭和29年11月1日 大熊町   | 大熊町         | 大熊町   |
| 標葉郡 | 葛尾村         | 葛尾村                            | 葛尾村                         | 葛尾村                   | 葛尾村                   | 葛尾村         | 葛尾村   |
| 楢葉郡 | 富岡村         | 明治33年3月8日 町制施行 富岡町    | 富岡町                         | 昭和30年3月31日 富岡町   | 昭和30年3月31日 富岡町   | 富岡町         | 富岡町   |
| 楢葉郡 | 上岡村         | 上岡村                            | 昭和25年6月1日 町制施行 双葉町 | 昭和30年3月31日 富岡町   | 昭和30年3月31日 富岡町   | 富岡町         | 富岡町   |
| 楢葉郡 | 竜田村         | 竜田村                            | 竜田村                         | 昭和31年9月1日 楢葉町    | 昭和31年9月1日 楢葉町    | 楢葉町         | 楢葉町   |
| 楢葉郡 | 木戸村         | 木戸村                            | 木戸村                         | 昭和31年9月1日 楢葉町    | 昭和31年9月1日 楢葉町    | 楢葉町         | 楢葉町   |
| 楢葉郡 | 広野村         | 広野村                            | 昭和15年4月1日 町制施行 広野町 | 広野町                   | 広野町                   | 広野町         | 広野町   |
| 楢葉郡 | 川内村         | 川内村                            | 川内村                         | 川内村                   | 川内村                   | 川内村         | 川内村   |
| 楢葉郡 | 久之浜村       | 明治34年6月13日 町制施行 久之浜町 | 久之浜町                       | 昭和41年10月1日 いわき市 | 昭和41年10月1日 いわき市 | いわき市       | いわき市 |
| 楢葉郡 | 大久村         | 大久村                            | 大久村                         | 昭和41年10月1日 いわき市 | 昭和41年10月1日 いわき市 | いわき市       | いわき市 |

## 行政
歴代郡長
| 代 | 氏名 | 就任年月日               | 退任年月日                | 備考                   |
| -- | ---- | ------------------------ | ------------------------- | ---------------------- |
| 1  |      | 明治29年（1896年）4月1日 |                           |                        |
|    |      |                          | 大正15年（1926年）6月30日 | 郡役所廃止により、廃官 |

- 郡役場 -